# Sângeru
Sângeru là một xã thuộc hạt Prahova, România. Dân số thời điểm năm 2002 là 5358 người.